# Concert champêtre
Concert champêtre (vesnický koncert) je cembalový koncert Francise Poulenca, který rovněž existuje v úpravě pro klavír s drobnými změnami v sólovém partu.
Byl napsán mezi lety 1927-1928 pro cembalistku Wandu Landowskou. Po soukromém vystoupení, kdy hrál Poulenc orchestrální part na klavír, se 3. května 1929 konala veřejná premiéra v Salle Pleyel v Paříži. Landowská hrála za doprovodu Pařížského symfonického orchestru s dirigentem Pierrem Monteuxem.
Dílo je zkomponované pro orchestr s: 2 flétny, pikola, 2 hoboje,anglický roh, 2 klarinety, 2 fagoty, 4 lesní rohy, 2 trumpety, trombón, tuba, tympány, xylofon , malý bubínek, tamburína, triangl, buben, činely a smyčce. Důkazem Poulencova nekonformního a vzpurného přístupu je fakt, že cembalo staví do opozice vůči plnému orchestru, zatímco ve svém varhanním koncertě kontrastují o tolik silnější varhany pouze s tympány a smyčci.
Skladba má tři části:
1. Allegro molto - Adagio - Allegro molto
2. Andante: Mouvement de Sicilienne
3. Finale: Presto très gai

Koncert svým hudebním jazykem i strukturou naráží na barokní hudbu, kdy bylo cembalo běžně užívaným nástrojem. Poslední věta začíná úryvkem z Händelovy populární cembalové skladby známé jako Harmonický kovář.
Jako mnoho cembalových skladeb 20. století byl koncert napsán pro nově vyrobené cembalo; zvuk historických nástrojů ze 17. a 18. století by vůči orchestru nevynikl.